# Valdemar III av Danmark
Valdemar III (född omkring 1314, död 1364), var kung av Danmark 1326–1330 och hertig av Schleswig under namnet Valdemar V 1325–1326 och 1330–1364. Han var son till Adelheid av Holstein, dotter till greve Henrik I av Holstein, och hennes förste make, Erik II av Schleswig. 
Då Kristofer II den 7 juni 1326 blev avsatt av det danska riksrådet och flydde ur landet valde riksrådet en ny kung och valet föll då på den elvaårige hertig Valdemar av Schleswig. Valdemar var ättling till kung Abel och hade därför ett rättmätigt anspråk på den danska tronen. På grund av hans låga ålder blev hans morbror, den mäktige greven Gerhard III av Holstein ("greve Gert"), som också var den störste jordägaren i Danmark, utnämnd till riksföreståndare och förmyndare. Valdemars kungaförsäkran var minst lika hård som Kristofers. Bland nya bestämmelser fanns bland annat regeln att alla kungliga borgar i Skåne skulle raseras och alla stormän fick lov att befästa sina hem. Den viktigaste bestämmelsen var dock Constitutio Valdemariana som stadgade att en och samma person i framtiden inte fick vara härskare över hertigdömet Schleswig och kungariket Danmark samtidigt.
Danmark låg nu fullständigt i stormännens händer, vilket inte var populärt bland bönderna. Dels var de flesta utlänningar, dels uttogs många nya skatter. 1328 gjorde bönderna på Själland uppror, vilket dock slogs ner. 1329 gjorde jyllänningarna uppror. De hade lite större framgång, men blev slutligen också nerslagna. Till slut gav greve Gert upp, å den unge kungens vägnar och den 23 februari 1329 återkom Kristofer på tronen, medan Valdemar åter blev hertig av Schleswig, där han regerade till sin död 1364.
Han var gift med Richardis av Schwerin-Wittenburg (död omkring 1384), dotter till greve Günzelin VI av Schwerin-Wittenburg (död omkring 1327). De fick sönerna Valdemar (född omkring 1338, död 1360) och Henrik (Heinrich), som ärvde Schleswig efter faderns död.